# Pentagramska prekrižana antiprizma
| Uniformna pentagramska prekrižana antiprizma | Uniformna pentagramska prekrižana antiprizma         |
| -------------------------------------------- | ---------------------------------------------------- |
|                                              |                                                      |
| vrsta                                        | prizmatični uniformni polieder                       |
| elementi                                     | F = 12, E = 20, V = 10 ({\displaystyle \chi \,} = 2) |
| stranske ploskve na stran                    | 10{3} + 2{5/2}                                       |
| Wythoffov simbol                             | \| 2 2 5/2                                           |
| Coxeter-Dinkinov diagram                     |                                                      |
| simetrija                                    | D5d, [5,2+], (2*5), red 20                           |
| vrtilna grupa                                | D5, [5,2]+, (552), red 10                            |
| sklici                                       | U80(a)                                               |
| dualni polieder                              | pentagramski konkavni trapezoeder                    |
| značilnosti                                  | nekonveksna                                          |
| Slika oglišč 3.3.3.5/3                       |                                                      |

Pentagramska prekrižana antiprizma je ena v neskončni množici nekonveksnih antiprizem, ki jih tvorijo trikotniške stranske ploskve in dva pravilna pokrova zvezdnih mnogokotnikov, ki sta v tem primeru pentagrama.
Od pentagramske antiprizme se razzlikuje v tem, da ima nasprotne orientacije na dveh pentagramih.
Označuje se jo z oznako (indeksom) U80. Spada med uniformne poliedre.
| Drugačen prikaz z votlimi pentagrami. |

Pentagramska prekrižana antiprizma se lahko včrta v ikozaeder. Ima deset trikotniških stranskih ploskev skupaj z velikim ikozaedrom. Ima enako razvrstitev oglišč kot petstrana antiprizma. Lahko se jo obravnava tudi kot parabiizginjajoči veliki ikozaeder.
| pentagramska prekrižana antiprizma | veliki ikozaeder obarvan s simetrijo D5d. |